# 裴敏欣
裴敏欣（Minxin Pei，1957年12月10日—）是一位美籍華人，美国政治学家，專長是中国政治经济、中美关系及发展中国家的民主化，现任克萊蒙特·麥肯納學院政府学教授、凯克国际战略研究中心（Keck Center for International and Strategic Studies）主任。裴敏欣长期以來一直在《中国季刊》、《今日中国》、《外交官》、《外交杂志》等期刊發表學術文章，他也为許多报刊撰写评论，為CNN等媒體提供專業意見。

## 生平
裴敏欣出生于上海。1977年，中国大陸恢复高考，裴敏欣在20岁生日（1977年高考只有四门兩天：上海为12月10日星期六和12月11日星期天）那天參加本地高考，被上海外语学院录取。他於1982年在上海外语学院取得英文本科学位后，曾留校任講師两年。
后赴美國匹兹堡大学深造，于1986年取得寫作藝術創作碩士。由於對政治有興趣，再赴哈佛大学進修，於1989年取得政治学硕士，1991年取得政治学博士学位。

## 職業
1991年任美國北卡罗莱纳州戴维森学院訪問助理教授。1992年至1998年任普林斯顿大学政治系助理教授。
1999年至2009年間任职卡内基国际和平基金会中国研究项目的高级研究员。2002年1月—2004年3月任中国项目共同主任，2004年4月—2008年3月任中国项目主任。
2009年7月起任加州克莱蒙特·麦肯纳学院政府学教授、凯克国际战略研究中心主任。

## 观点
- 認為中国大陸以漸進改革拋棄共产主义，優於苏联的快速革命[3]。
- 中国大陸崛起的黑暗面： 中国大陸的经济繁荣，伴隨著猖獗的腐败、巨大的浪费、無意改革的既得利益者。不政治改革，中国的未来一定会是腐烂。[4]
- 腐败威胁中国大陸的未来：未能遏制中国大陸官员贪污成风，是对国家未来的经济和政治稳定的最严重威胁之一。[5]
- 1978年以来的30年是中国历史变化最快的30年，改革开放基本上改变了世界经济格局和世界权力格局。作为中国大陸改革开放维持高增长最重要资源的人口红利，将在未来五年、最多十年之间消失。劳动成本的增加，医疗、失业等保险费用的增加，将给未来三十年的改革开放增加巨大压力。出口为导向的发展模式與低成本未必能繼續[6]。
- 中国2011年坎坷的前景：中国与其他大国的关系在2010年变得急转直下，中国的领导人需要改变心态[7]。
- 中国地方政府与房地产开发商勾结，从蓬勃发展的住宅市场榨取最大的利益。由于地方政府和北京之间的默契，中国各省，直辖市获得近一半卖地的财政收入。换句话说，高房价是当前中国财政体制的必然结果，因为高房价即是变相的税收。使普通中国人负担得起的住房的手段是降低税收[7]。
- 因薄熙来事件質疑北京政權，第一， 为什么这样一个明知有问题的人被委以如此大的权力，却几乎没有受到任何制约？第二，在领导层换届时，党如何更好的处理在高层的权力竞争？第三，在互联网和微博时代，党如何更好的应付政治危机？[8]。
- 中国共产党处理薄熙来事件的笨拙方式，显示它没有能力应对互联网时代一个快速发展的政治危机。共产党在国内不能容忍和平异议，并对信息革命有莫名的恐惧。也显示党内领导人的权力斗争和不和[9]。
- 2012年5月，裴敏欣提出（1）非产油国一旦人均国内生产毛額（GDP per capita）依购买力调整后达到6000美元以上，专制政权就无法维持；（2）历史上，连续当权最久的政党（苏联共产党）也只有74年（1917-1991）；（3）中国大陆每年约有七百万大学毕业生，其中只有一百万左右精英获准加入中国共产党成为特权阶级。遭排斥的六百万有才华，有雄心的大学毕业生無法享有党員才有经济机会，势必会觉得挫折。在未来十年内，这些人增长到几千万，成为将来政治反对党的储备人才库。由以上三点论证：中共已执政62年，如果历史可供借镜，中共即将进入危机的10年，它执政的時間可能最多只剩10到15年（The Chinese Communist Party has governed for 62 years. If history offers any guidance, it is about to enter its crisis decade, and probably has at most 10-15 years left on its clock.）。在北京那些的官员想无限期地保持现状的机会並不大。他们必须开始思考如何优雅地及和平地转移权力。中共需要立即做的一件事是停止迫害將來可能是反对党的领导人。最终开始向民主过渡时，中共需要他们作为谈判的对象[10][11]。
- 2015年2月20日發文認為，「打擊西方價值觀」令中國反腐行動效果打折扣[12]
- 2020年4月發文認為，“華盛頓與北京戰略對抗的一個關鍵組成部分是經濟‘脫鉤’，這顯著削弱了美國和中國在過去四年中建立的廣泛商業關係。”「雖然脫鉤可能不會顯著抑制中國的經濟增長，但中國債務膨脹驅動的國內經濟減緩，投資驅動的增長枯竭，人口迅速老齡化，可能會放大中美脫鉤的淨負面影響。」[13][14]
- 2020年12月3日认为，中共中央總書記習近平可能并未真正吸取苏联解体的教训，习近平选择“独裁而非改革”的“新斯大林主义”（Neo-Stalinism）可能使他成为中共一党专制的掘墓人，新斯大林主义“具有自我毁灭性，以至于有可能削弱而不是加强一党统治”。裴敏欣预测，“在习近平时期结束前——为论证假定是2035年左右，中国的社会经济状况几乎肯定会比今天更加有利于民主化”，“中国最终可能告别极权主义漫长黑影笼罩的过去”[15]。

## 著作
- 《From Reform to Revolution: The Demise of Communism in China and the Soviet Union》(Harvard University Press, 1994)《从改革到革命：共产主义在中国和苏联的消亡》
- 《China's Trapped Transition: The Limits of Developmental Autocracy》(Harvard University Press, 2006) 《中国被困的转型：专制制度发展的限制》
- 《Looming stagnation （The Color of China）》 《迫在眉睫的停滞 （中国的特色）》, 2009
- 《My Trip to Asia》 《我的亚洲之行》, 2011